# Кънчо Иванов
Кънчо Иванов Иванов е български инженер, офицер, полковник.

## Биография
Роден е на 8 август 1969 г. в град Троян. Средното си образование завършва през 1987 г. в родния си град в ЕСПУ „Васил Левски“. Завършва през 1991 г. профил мотострелкови войски във Висшето народно военно училище във Велико Търново. След завършването е назначен за заместник-командир на рота. Остава на тази позиция до 1995 г., когато е назначен за командир на рота. От 1997 до 1998 е заместник-командир на отделен представителен батальон. В периода 1998 – 2000 г. учи във факултет командно-щабен на Военната академия. След това става заместник началник-щаб на полк. За кратко през 2001 г. е старши помощник-началник на оперативен отдел. От 2001 до 2003 г. е заместник-командир на гвардейски полк в Националната гвардейска част. След това до 2007 г. е заместник-командир на Гвардейско поделение в Националната гвардейска част. Между 2007 и 2008 г. е началник на отделение „Планиране и обучение“ в Националната гвардейска част. След това до 2008 г. е началник на отделението. В периода 2008 – 2016 г. е началник-щаб на Националната гвардейска част. След това е назначен за заместник-командир на частта. От 14 април 2019 г. е командир на националната гвардейска част.

## Образование
- ЕСПУ „Васил Левски“
- Висше народно военно училище „Васил Левски“, гр. Велико Търново, специалност – мотострелкови войски, инженер по експлоатация на АТТ (1987 – 1991)
- магистър по военно дело – командно-щабен, ВА „Г.С.Раковски“ (1998 – 2000)
- Стратегически курс „Национална сигурност и отбраната“ ВА „Г.С.Раковски“ (2010).

## Награди
- Награден знак „За вярна служба под знамената“ – III степен
- Награден знак „За отлична служба“ – I степен
- Награден знак „За доблестна служба“ – I степен